# Malibu (Kalifornia)
Malibu – miasto w Kalifornii w Stanach Zjednoczonych na wybrzeżu Pacyfiku, w aglomeracji Los Angeles i hrabstwie Los Angeles.
Słynie z modnych plaż i jest miejscem zamieszkania wielu gwiazd branży rozrywkowej.

## Geografia
Według danych amerykańskiego Biura Spisów Ludności (U.S. Census Bureau), miasto zajmuje powierzchnię 51,35 km², z czego 51,27 km² stanowią lądy, a 0,09 km² (0,22%) stanowią wody.

## Naturalne zagrożenia
Różne elementy krajobrazu Malibu przyczyniły się do zaistnienia klęsk żywiołowych: górzysty teren, co najmniej trzy duże, głębokie wąwozy i kaniony, gdzie sezonowe opady powodują wzrost roślinności, sezonowy suchy wiatr Santa Ana, naturalna sucha topografia i klimat.

## Demografia
Według danych na rok 2010 miejscowość zamieszkiwało 12 645 osób. Gęstość zaludnienia wynosi 246,25 osób na km². W miejscowości znajduje się 5 137 gospodarstw domowych oraz 3 164 rodziny. Na terenie miasta usytuowanych jest 6 126 budynków mieszkalnych o średniej częstości występowania na poziomie 119,0/km². 91,91% ludności miasta to ludzie biali, 0,90% to Afroamerykanie, 0,21% rdzenni Amerykanie, 2,49% to Azjaci, 0,10% to mieszkańcy z wysp Pacyfiku, 1,67% ludność innych ras, 2,72% ludność wywodząca się z dwóch lub większej liczby ras, 5,48% to Latynosi.
W mieście znajduje się 5137 gospodarstw domowych, z czego w 25,3% z nich znajdują się dzieci poniżej 18 roku życia. 51,5% gospodarstw domowych tworzą małżeństwa. 6,7% stanowią niezamężne kobiety, a 38,4% to nie rodziny. 27,3% wszystkich gospodarstw składa się z jednej osoby. W 3,7% znajdują się samotne osoby powyżej 65 roku życia. Średnia wielkość gospodarstwa domowego wynosi 2,39 osoby, a średnia wielkość rodziny to 2,86 osoby.
Populacja miasta rozkłada się na 19,6% osób poniżej 18 lat, 7,9% osób z przedziału wiekowego 18-24 lat, 26,4% osób w wieku od 25 do 44 lat, 32,0% w wieku 45-64 lat i 14,0% osób które mają 65 lub więcej lat. Średni wiek mieszkańców to 43 lata. Na każde 100 kobiet przypada 97,8 mężczyzn. Na każde 100 kobiet w wieku 18 lub więcej lat przypada 95,6 mężczyzn.
Średni roczny dochód w mieście na gospodarstwo domowe wynosi 102 031 USD, a średni roczny dochód na rodzinę to 123 293 USD. Średni dochód mężczyzny to ponad 100 000 USD, kobiety 46 919 USD. Średni roczny dochód na osobę wynosi 74 336 USD. 3,2% rodzin i 7,6% populacji hrabstwa żyje poniżej minimum socjalnego, z czego 6,8% to osoby poniżej 18 lat, a 1,1% to osoby powyżej 65 roku życia.

## Malibu w kulturze popularnej
W Malibu znajduje się dom Charliego Harpera, jednej z głównych postaci serialu Dwóch i pół. W nim odbywa się większość scen.
Z Malibu pochodzi Navi Rawat, amerykańska aktorka filmowa i telewizyjna.